# Larsa
Larsa (sumerski logogram UD.UNUGKI, ki se bere Larsamki) je bila pomembno antično sumersko mesto in središče kulta sončnega boga Utuja. Leži 25 km jugovzhodno od Uruka  blizu sodobnega iraškega mesta Tell as-Senkereh ali  Sankara v governoratu Dhi Qar. 

## Zgodovina
Zgodovinska Larsa je obstajala že med vladanjem Eanatuma Lagaškega, ki jo je priključil k svojemu cesarstvu.
V isinsko-larškem obdobju je postala močna politična sila. Po Tretji urski dinastiji je okoli leta 2000 pr. n. št. propadla. Išbi-Era, uradno Ibi-Sin, zadnji kralj iz Tretje urske dinastije, je sedež vlade preselil v Isin in  se pretvarjal, da je naslednik Tretje urske dinastije. Išbi-Era je ponovno osvojil Ur, Uruk in Lagaš, katerega podložnica je bila Larsa. Kasnejši isinski vladarji so imeli v Lagašu svoje guvernerje. Eden od njih je bil Amorit Gungunum, ki je prekinil odnose z Isinom in ustanovil neodvisno larško dinastijo. Da bi utrdil svojo oblast, je udaril po Isinu in zavzel Ur.  Ker je bila larška regija glavno trgovsko središče za trgovanje preko Perzijskega zaliva, je Isin izgubil izjemno donosno trgovsko pot in mesto z velikim kultnim ugledom. 
Gungunumova naslednika Abisare (okoli 1841-1830 pr. n. št.) in Sumuel (okoli 1830-1801 pr. n. št.) sta poskušala Isinu popolnoma preprečiti dostop do namakalnih kanalov. Po tem obdobju je Isin hitro izgubil svojo politično in gospodarsko moč. 
Larsa se je okrepila, vendar ni nikoli zasedla velikega ozemlja. Vrhunec je dosegla pod kraljem Rim-Sinom I. (okoli 1758-1699 pr. n. št.), ko je vladala 10-15 mestnim državam, kar ni uspelo nobeni drugi dinastiji v mezopotamski zgodovini. Arheologi kljub temu niso odkrili nobenih velikih gradbenih ali agrotehničnih projektov. Po Hamurabijevi zmagi nad Rim-Sinom I. je Larsa postala nepomembno mesto, čeprav se domneva, da je bila domovanje Druge babilonske dinastije.
Larsa je bila domnevno vir številnih klinopisnih tablic, tudi z babilonsko matematiko, ki na tablici Plimpton 322 vsebuje primere pitagorejskih trojic.

### Kralji
| Kralj                  | vladal (kratka kronologija) | Komentar                                                                       |
| ---------------------- | --------------------------- | ------------------------------------------------------------------------------ |
| Naplanum               | okoli 1961—1940 pr. n. št.  | Sodobnik Ibi-Suena iz Tretje urske dinastije                                   |
| Emisum                 | okoli 1940—1912 pr. n. št.  |                                                                                |
| Samium                 | okoli 1912—1877 pr. n. št.  |                                                                                |
| Zabaja                 | okoli 1877—1868 pr. n. št.  | Sin Samiuma, prvi kraljevi napis                                               |
| Gungunum               | okoli 1868—1841 pr. n. št.  | Dosegel neodvisnost od Lipit-Eštarja Isinskega                                 |
| Abisare                | okoli 1841—1830 pr. n. št.  |                                                                                |
| Sumuel                 | okoli 1830—1801 pr. n. št.  |                                                                                |
| Nur-Adad               | okoli 1801—1785 pr. n. št.  | Sodobnik Sumu-la-Ela Babilonskega                                              |
| Sin-Idinam             | okoli 1785—1778 pr. n. št.  | Sin Nur-Adada                                                                  |
| Sin-Eribam             | okoli 1778—1776 pr. n. št.  |                                                                                |
| Sin-Ikišam             | okoli 1776—1771 pr. n. št.  | Sin Sin-Eribama, sodobnik Zambije Isinskega                                    |
| Sili-Adad              | okoli 1771—1770 pr. n. št.  |                                                                                |
| Varad-Sin              | okoli 1770—1758 pr. n. št.  | Verjetno sovladar svojega očeta Kudur-Mabuka                                   |
| Rim-Sin I.             | okoli 1758—1699 pr. n. št.  | Sodobnik Irdanene Uruškega, brat Varad-Sina; porazil ga je Hamurabi Babilonski |
| Hamurabi Babilonski    | okoli 1699—1686 pr. n. št.  | Uradno babilonski vladar                                                       |
| Samsu-iluna Babilonski | okoli 1686—1678 pr. n. št.  | Uradno babilonski vladar                                                       |
| Rim-Sin II.            | okoli 1678—1674 pr. n. št.  | Ubit v uporu proti Babiloniji                                                  |

## Arheologija
Ostanki Larse imajo obliko ovala z obsegom okoli 11 km. Najvišja točka je visoka 	malo več kot 20 m.
Njdišče Tell es-Senkereh, takrat znano kot Sinkara, je prvi leta 1850 nekaj manj kot mesec dni raziskoval britanski arheolog William Loftus. Posvečal se je predvsem predmetom, ki so bili zanimivi za muzeje, ker znanstveni podatki, na primer načrt mesta odkritja, takrat niso bili pomembni. Loftus  je odkril opeko Nebukadnezarja II. iz Novobabilonskega cesarstva, ki je omogočila prepoznavanje mesta Larse. Loftus je večino časa posvetil Šamaševemu templju, ki ga je obnovil Nebukadnezar II. Odkril je tudi napise kraljev Burnaburiaša II. iz babilonske Kasitske dinastije in Hamurabija iz Prve babilonske dinastije.  V Larsi je nekaj časa delal tudi Walter Andrae leta 1903. Leta 1905 je mesto pregledal Edgar James Banks in ugotovil, da lokalno prebivalstvo na veliko ropa ostanke mesta.
Prva  sodobna znanstvena izkopavanja Senkereha je začel Andre Parrot leta 1933. Parrot je ponovno raziskoval leta 1967. Leta 1969 in 1970 je v Larsi izkopaval Jean-Claude Margueron, od leta 1976 do 1991 pa trinajst sezon ekipa Delegation Archaeologic Francaise en Irak, ki jo je vodil J-L. Huot.